# Refugi (Star Trek: La nova generació)
"Refugi" (títol original en anglès "Haven") és l'onzè episodi de la primera temporada de la sèrie de televisió de ciència-ficció estatunidenca Star Trek: La nova generació, es va emetre originalment el 30 de novembre de 1987, en redifusió als Estats Units. Dirigit per Richard Compton, la història va ser creada originalment per Lan O'Kun, i es va convertir en el guió final per Tracy Tormé.
Ambientada al segle XXIV, la sèrie segueix les aventures de la tripulació de la nau de la Flota Estel·lar de la Federació Enterprise-D. En aquest episodi, Deanna Troi (Marina Sirtis) tracta el compromís d'un matrimoni concertat després de l'arribada de la festa del casament, inclosa la seva mare Lwaxana (Majel Barrett). Mentrestant, l'Enterprise ha de fer front a una nau amb una plaga que s'acosta a un planeta paradisíac.
L'episodi va marcar la primera aparició de diversos actors convidats a La nova generació, inclosos Barrett i Carel Struycken. A Tormé no li va agradar la versió final de l'episodi, la resposta crítica a l'episodi va ser mixta, i l'actuació de Barrett tant elogiada com criticada.

## Argument
La nau estel·lar de la Federació Enterprise arriba al planeta Haven, on la betazoide consellera de la nau Deanna Troi ha estat convocada per la seva mare  Lwaxana. Troi s'havia casat prèviament amb el jove metge humà, Wyatt Miller (Robert Knepper), i els seus pares han localitzat a Lwaxana per fer complir el matrimoni. Després que Lwaxana i els Millers siguin benvinguts a bord de l'Enterprise, els pares discuteixen sobre quines tradicions culturals seran honrades a la cerimònia. Troi i Wyatt intenten conèixer-se, però ho troben difícil, ja que en Troi encara està enamorada del comandant William Riker (Jonathan Frakes). Wyatt va tenir nombrosos somnis d'una altra dona de la qual s'havia enamorat, i inicialment havia cregut que era Troi comunicant-se telepàticament amb ell.
L' "Enterprise" s'assabenta d'una nau sense marca que s'apropa a Refugi. El capità Picard (Patrick Stewart) el reconeix com a tarellià, una raça que es creu que va ser eliminada per un virus altament letal i contagiós. Quan es posen en contacte amb la nau, troben un grapat de refugiats tarellians que han estat viatjant per dessota la velocitat de la llum a Refugi amb l'esperança de trobar un lloc aïllat per viure la resta de les seves vides en pau. Picard insisteix que no poden anar al planeta per por de propagar el virus, i fa col·locar el vaixell tarellià en un raig tractor. Wyatt reconeix un dels tarellians, l'Ariana (Danitza Kingsley), dels seus somnis, i ella també el reconeix. Li diu a la Dra. Crusher (Gates McFadden) que els transportarà alguns subministraments mèdics, però es transporta ell mateix juntament amb els subministraments. Quan la tripulació ho descobreix, els pares de Wyatt demanen a Picard que el porti de nou a l'Enterprise, però Troi insisteix que no pot tornar, ja que ara portaria el virus tarellià. Wyatt diu als seus pares, a Troi i a la resta de la tripulació que sabia que aquest seria el destí, i està content d'intentar ajudar a curar el virus tarellià. Ell convenç els tarellians de deixar Refugi i buscar ajuda en un altre lloc. Picard ordena que es deixi caure el feix del tractor i permet que el vaixell abandoni el sistema.

## Repartiment i doblatge al català
La sèrie va ser doblada al català pels estudis Tramontana (primera part) i Soundtrack (segona part) i emesa a TV3 l’any 1991. Els dobladors de l'episodi foren:
| Personatge        | Actor/actriu    | Veu en català         |
| ----------------- | --------------- | --------------------- |
| Jean-Luc Picard   | Patrick Stewart | Joan Crosas           |
| William Riker     | Jonathan Frakes | Antoni Forteza        |
| Data              | Brent Spinner   | Joaquim Sota          |
| Geordi La Forge   | LeVar Burton    | Aleix Estadella       |
| Worf              | Michael Dorn    | Enric Arquimbau       |
| Beverly Crusher   | Gates McFadden  | Pilar Rubiella        |
| Deanna Troi       | Marina Sirtis   | Alicia Laorden        |
| Tasha Yar         | Denise Crosby   | Teresa Manresa        |
| Wesley Crusher    | Will Wheaton    | Roger Pera            |
| Lwaxana Troi      | Majel Barrett   | Núria Cugat           |
| Robert Knepper    | Wyatt Miller    | Joan Pera             |
| Robert Ellenstein | Steven Miller   | Manel Català          |
| Raye Birk         | Wrenn           | Enric Isasi-Isasmendi |
| Anna Katarina     | Valeda Innis    | ?                     |
| Carel Struycken   | Sr. Homm        | ?                     |

## Producció

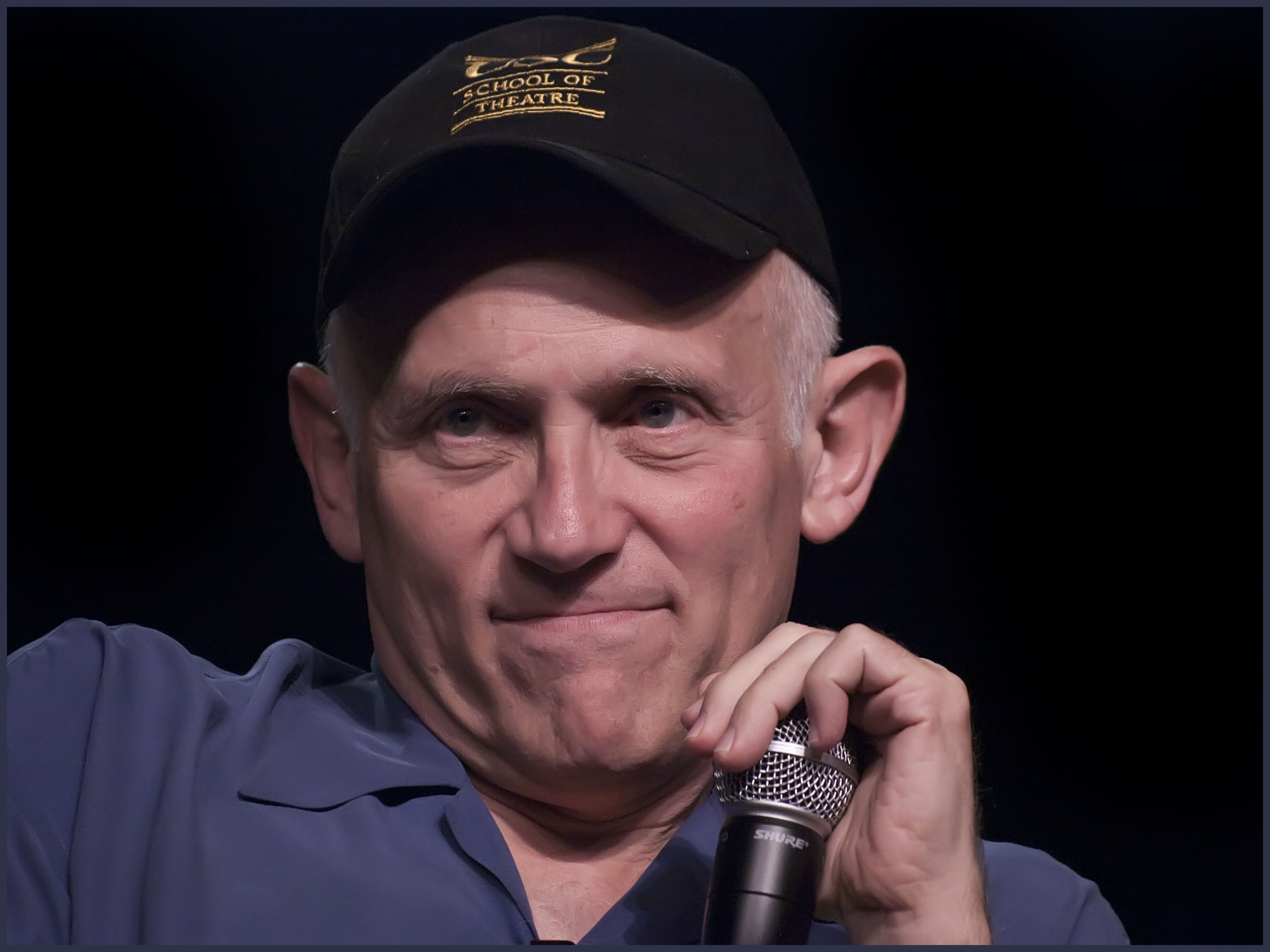
Armin Shimerman va fer el seu debut a Star Trek a "Refugi", encara que la seva aparició posterior a "L'últim destacament" es va emetre primer.

La trama de l'episodi es va originar a partir d'una que Lan O'Kun va presentar "Love Beyond Time and Space", tot i que en un moment donat es va anomenar  "Eye of the Beholder". El guió d'O'Kun va estar a punt de ser tallat del programa quan es va lliurar a Tracy Tormé perquè el tornés a escriure. Tormé el va descriure més tard com una situació de "no perdre's", ja que va sentir que el guió d'O'Kun era tan dolent que qualsevol cosa seria una millora. el va descriure més tard com una situació de "sense pèrdua" ja que pensava que qualsevol cosa milloraria. Tormé va canviar el guió de l'esquema seriós d'O'Kun a una cosa més còmica, tot i que va sentir que molts dels elements de la comèdia es van eliminar abans del rodatge. No li va agradar el resultat general, i va dir: "No em va agradar especialment l'episodi quan es va emetre per primera vegada. Encara és un dels programes que menys m'agraden en els quals he participat". A causa del treball en l'episodi, Tormé va ser contractat com a editor executiu de la història.
L'episodi va ser dirigit per Richard Compton, que abans havia aparegut com el tinent Washburn a l'episodi "La màquina del judici final" de La sèrie original. "Refugi" va començar a filmar-se vint anys després que Compton filmés les seves escenes a "La màquina del judici final". Dennis McCarthy va compondre la música de "Refugi", que va desagradar tant al productor executiu Rick Berman que McCarthy va pensar que podria ser acomiadat. "Refugi" va ser el cinquè episodi que es va filmar, però es va emetre com l'onzè episodi.
"Refugi" va marcar la primera aparició de Majel Barrett com a Lwaxana Troi. Anteriorment havia aparegut com a Número u al primer pilot de Star Trek, "La gàbia", i com a Christine Chapel a Star Trek: la sèrie original i a les pel·lícules. Va tornar a aparèixer com a Lwaxana de mitjana una vegada per temporada durant la resta de la sèrie de La nova generació. L'actor neerlandès Carel Struycken també va fer la seva primera aparició com a Mr. Homn a "Refugi", que també va marcar l'única vegada durant les seves diverses aparicions al costat de Barrett que va tenir una línia de diàleg. Robert Ellenstein va aparèixer com a Steven Miller; anteriorment va aparèixer com a President de la Federació a Star Trek 4: Missió salvar la Terra. "Refugi" també va suposar la primera aparició filmada d'un altre actor que apareixeria regularment a la franquícia "Star Trek". Armin Shimerman va aparèixer com la cara de la caixa de regal betazoide en aquest episodi. Aquesta va ser la seva primera aparició filmada, però la seva primera aparició a l'emissió va ser com el ferengi Letek a "L'últim destacament". Més tard apareixeria com el ferengi Bractor a l'episodi de la segona temporada "Màxim rendiment" abans d'aparèixer una vegada més com a ferengi, però aquesta vegada en el repartiment principal, com a Quark a Star Trek: Deep Space Nine.
La nau espacial tarelliana vista en aquest episodi va ser desenvolupada per Andrew Probert, que també va dissenyar l'Au de guerra romulana i l'Enterprise 1701D (la TNG Enterprise). També va col·laborar amb Gene Roddenberry en aquest disseny, que va ajudar a desenvolupar la idea de posar la central elèctrica de la nau al centre de la nau espacial.
| « | ...Vaig quedar molt satisfet amb la forma, el concepte, em porta bons records de Gene i jo treballant junts. — Probert a la nau espacial "Haven" I was just very pleased with the shape, the concept, it brings me good memories of Gene and me working together. — Probert sobre la nau alienígena a "Refugi" | » |

## Recepció
"Haven" es va emetre en redifusió durant la setmana que va començar el 29 de novembre de 1987. Va rebre una puntuació de Nielsens de 10,3, que reflecteix el percentatge de totes les llars que miraven l'episodi durant la seva franja horària. Aquesta va ser la valoració més baixa que va rebre la sèrie des de "L'últim destacament" sis episodis abans.
Diversos crítics van tornar a veure l'episodi després del final de la sèrie. El membre del repartiment Wil Wheaton va veure l'episodi per a AOL TV el maig del 2007, dient que "aquest podria haver estat un episodi absolutament terrible de 'casaments amb escopeta' tan previsible com tediós, però el guió de Tracy, ajudat per un molt bon càsting d'estrelles convidades i una gran interpretació de tots els implicats, el va convertir en un dels millors episodis de la primera temporada." Va donar a l'episodi una nota de B. James Hunt, pel lloc web Den of Geek, va veure l'episodi al novembre de 2012. Tot i que va ser majoritàriament negatiu sobre l'episodi, dient que "Els episodis Troi tendeixen a posar a prova la paciència fins i tot del trekkie més devot va dir que "Refugi" va marcar la primera vegada que la sèrie "executaria correctament la idea que els episodis de TNG poden tenir un argument A i B que s'ajusten molt bé a l'acte final".
Keith DeCandido va ressenyar l'episodi per a Tor.com el juny de 2011. Va descriure l'episodi com a "dolorós de veure" i en què "estan en evidència tots els pitjors tòpics de programes de televisió de ciència-ficció". Va criticar els valors masclistes desactualitzats de la trama en què Troi s'hauria vist obligada a abandonar el vaixell per estar amb Wyatt. Va elogiar l'aparició de Majel Barrett, descrivint-la com a "sempre radiant" i la "gràcia salvadora de l'episodi". Li va donar una puntuació de tres sobre deu. Zack Handlen va veure l'episodi de The A.V Club l'abril de 2010. Va descriure a Majel Barrett com "agonitzant" i que l'episodi estava "ple d'arronsaments d'espatlles mandrosos i idees a mig acabar". Li va donar a l'episodi una nota de D.
El 2019, Den of Geek va assenyalar aquest episodi per incloure elements romàntics.

## Estrena en mitjans domèstics
El primer llançament a casa de "Haven" va ser en videocasset VHS, que va aparèixer l'1 d'abril de 1992 als Estats Units i al Canadà. L'episodi es va incloure més tard a la caixa del DVD de la primera temporada de Star Trek: La nova generació el març de 2002, i va ser llançat com a part de la primera temporada en Blu-ray el 24 de juliol de 2012.